# Struell Wells

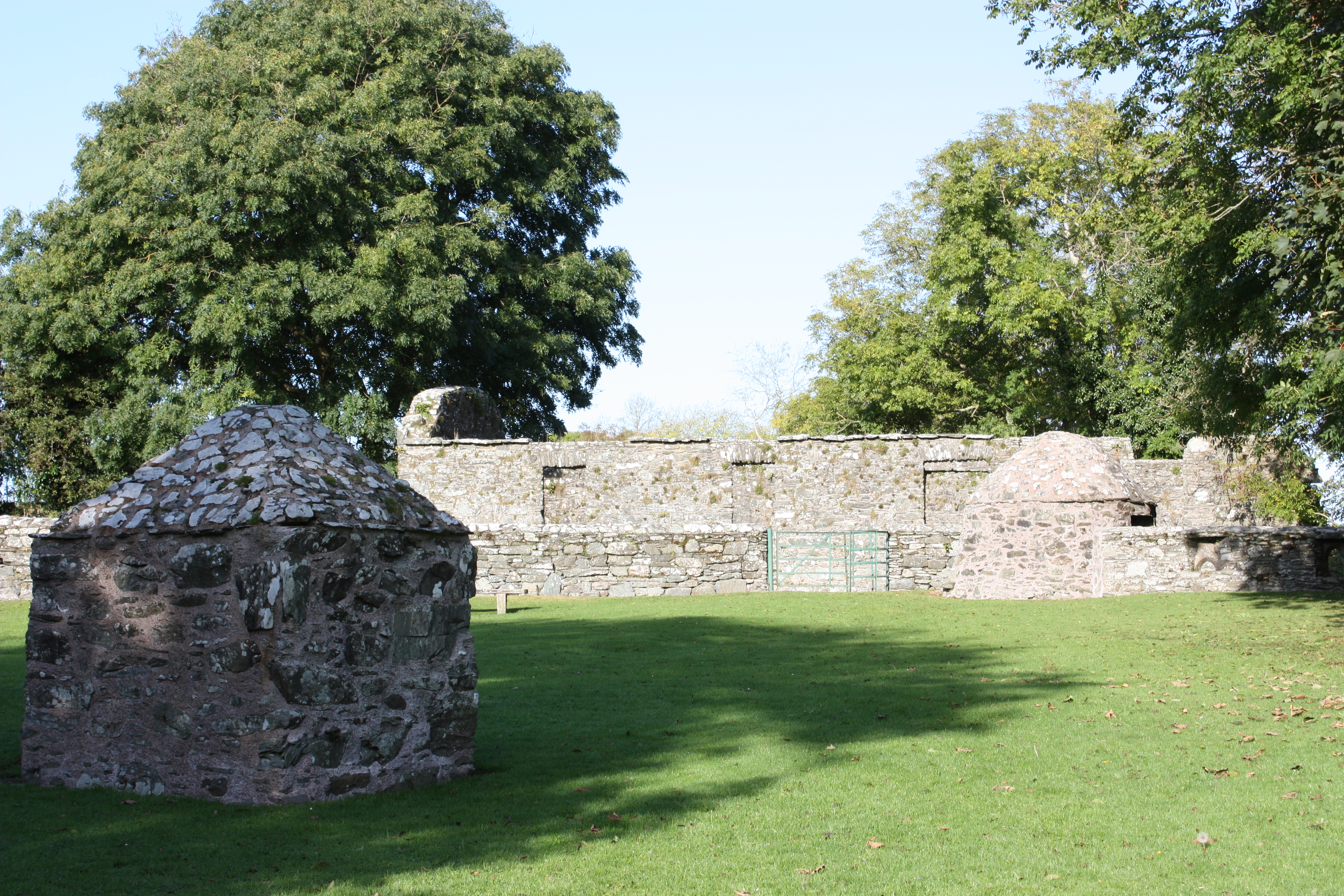
Quellenhäuser der Struell Wells und Ruine der St. Patricks chapel

Die Struell Wells (irisch Toibreacha an tSruthail) sind Heilige Quellen in der Nähe von Saul, östlich von Downpatrick im County Down in Nordirland. Die Struell Wells waren zwischen dem 16. Jahrhundert und den 1840er Jahren ein beliebter Wallfahrtsort. Die einst heidnische Kultstätte wurde zu dieser Zeit stark mit dem irischen Nationalheiligen St. Patrick assoziiert. 
Die frühsten schriftlichen Erwähnungen des Platzes erfolgten zwischen 1302 und 1306. Keines der erhaltenen Gebäude wurde früher als 1600 erbaut. Es gibt vier Quellen; zwei davon sind überdacht. Zwei waren einst in Europa als Badehäuser (für Männer und Frauen) berühmt. Die Augen(heil)quelle und der Trinkbrunnen sollen vom Heiligen Patrick gesegnet worden sein. Ein kleiner Cross-Slab ist in der Wand des Trinkbrunnens eingebaut. 
Das Wasser aus einem einsamen felsigen Tal fließt durch unterirdische Kanäle zu dem Platz neben den Ruinen der St.-Patrick-Kapelle. Die Kirche wurde um 1750 errichtet, um eine frühere zu ersetzen, die anscheinend nie fertig geworden ist. Walter Harris schreibt im Jahr 1744: „Große Scharen von armen und reichen Personen treffen sich hier zum Midsummer’s Eve und am Freitag vor Lammas (Lughnasadh 1. August). Einige in der Hoffnung auf Erhalt der Gesundheit andere zu Bußübungen.“